# Línguas gestuais maias
As Línguas gestuais maias (no Brasil: Línguas de sinais maias) são línguas gestuais usadas no México e na Guatemala, por comunidades maias (essas sociedades têm altas taxas de surdez hereditária, não habituais). Em alguns casos, tanto ouvintes como surdos podem usar a língua gestual. Pensa-se que este conjunto de línguas gestuais não esteja relacionado com as línguas gestuais nacionais, como a Língua Gestual da Guatemala e a Língua Gestual Mexicana.

## Língua Gestual Iucatã
A Língua Gestual Iucatã (no Brasil: Língua de sinais Iucatã) é usada tanto por ouvintes como por surdos maias no Iucatão. É uma língua que surgiu naturalmente, não ligada à Língua Gestual Mexicana mas poderá ter similaridades com línguas gestuais de perto da Guatemala.
Uma vez que os vilarejos de ouvintes sabem a língua gestual, os surdos estão perfeitamente integrados na comunidade - ao contrário da marginalização sofrida pelos surdos da comunidade maior e também em contraste com a Língua Gestual das Terras Altas, a qual parece ser usada numa vila, pelo menos, como meio de segregação e de opressão sociais.

## Língua Gestual das Terras Altas
A Língua Gestual das Terras Altas (no Brasil: Língua de Sinais das Terras Altas) é o nome dado ao "complexo linguístico" usado pelos surdos nas terras altas da Guatemala, também conhecida localmente como "língua muda".